# فريدريك ستراند جالتا
فريدريك ستراند جالتا (بالنرويجية: Fredrik Strand Galta)‏ (و. 1992  م) هو راكب دراجة هوائية نرويجي، ولد في النرويج.

## سباقات أو مراحل فاز بها
| التاريخ       | السباق                                  | المركز                                          |
| ------------- | --------------------------------------- | ----------------------------------------------- |
| 04 مايو 2013  | سوندفولدن جراند بريكس 2013              | الفائز في التصنيف العام                         |
| 01 يناير 2015 | 2015 Kreiz Breizh Elites                | الفائز في ترتيب النقاط                          |
| 09 مايو 2015  | سوندفولدن جراند بريكس 2015              | المركز الثاني                                   |
| 24 مايو 2015  | طواف النرويج 2015                       | الثالث في تصنيف النقاط، الرابع في التصنيف العام |
| 31 مايو 2015  | طواف ديف يغد 2015                       | العاشر في تصنيف أفضل شاب                        |
| 07 يونيو 2015 | 2015 Memorial Van Coningsloo Coningsloo | المركز الثاني                                   |
| 16 أغسطس 2015 | سباق النرويج 2015                       | التاسع في تصنيف أفضل شاب                        |
| 16 أبريل 2017 | طواف لوار وشير 2017                     | التاسع في التصنيف العام، التاسع في تصنيف النقاط |

## روابط خارجية
- فريدريك ستراند جالتا على موقع الاتحاد الدولي للدراجات (الإنجليزية)
- فريدريك ستراند جالتا على موقع أرشيف الدراجات (الإنجليزية)
- فريدريك ستراند جالتا على موقع إحصائيات الدراجات الإحترافية (الإنجليزية)
- فريدريك ستراند جالتا على موقع نسبة الدراجات (الإنجليزية)